# Jesper Lindstrøm
Jesper Grænge Lindstrøm (Taastrup, 29 februari 2000) is een Deens voetballer die doorgaans speelt als middenvelder. In augustus 2023 verruilde hij Eintracht Frankfurt voor Napoli. Lindstrøm maakte in 2020 zijn debuut in het Deens voetbalelftal.

## Clubcarrière
Lindstrøm speelde in de jeugd van Tåstrup B.70. Nadat zijn ouders waren gescheiden, verhuisde hij met zijn moeder naar Brøndby en hier kwam hij via BSI en Vallensbæk IF in de opleiding van Brøndby IF terecht. Hier speelde hij in het seizoen 2018/19 een wedstrijd in de DBU Pokalen, wat zijn debuut in het eerste elftal was. Zijn eerste duel in de Superligaen speelde hij het seizoen erop, op 14 juli 2019, in het eigen Brøndbystadion tegen Silkeborg IF. Hier moest hij van coach Niels Frederiksen op de reservebank beginnen. Vanaf daar zag hij teamgenoten Paulus Arajuuri, Dominik Kaiser en Kamil Wilczek scoren en Brøndby op 3–0 zetten. Zes minuten voor het einde van de wedstrijd viel Lindstrøm in voor Kaiser. Zijn eerste competitiedoelpunt volgde exact twee weken later, toen hij tegen Odense BK de score opende op aangeven van Simon Hedlund. Hierna kwam Odense weer op voorsprong door treffers van Jacob Barrett Laursen en Bashkim Kadrii, maar door een dubbelslag van Wilczek won Brøndby alsnog met 3–2.
Aan het einde van de jaargang 2019/20 verlengde Lindstrøm zijn contract bij de club tot medio 2023. In het debuutseizoen van de aanvallende middenvelder werd Brøndby vierde in de Superligaen. Het jaar erop lukte het de formatie de reguliere competitie af te sluiten op een eerste plek. Deze werd vervolgens niet meer weggegeven in de kampioensgroep en met één punt voorsprong op FC Midtjylland werd Brøndby landskampioen. Met tien goals werd Lindstrøm gedeeld zesde op de topscorerslijst, achter onder meer teamgenoot Mikael Uhre die topscorer van de gehele competitie werd.
In de zomer van 2021 maakte Lindstrøm voor een bedrag van circa zeven miljoen euro de overstap naar Eintracht Frankfurt, waar hij zijn handtekening zette onder een verbintenis voor de duur van vijf seizoenen. In zijn eerste seizoen bij Frankfurt legde hij met zijn club beslag op de UEFA Europa League. In augustus 2023 verkaste hij voor circa dertig miljoen euro naar Napoli, de regerend landskampioen van Italië. Die club liet hem voor vijf seizoenen tekenen.
Na een jaar waarin hij voornamelijk als reservespeler fungeerde werd Lindstrøm voor een seizoen gehuurd door Everton, dat tevens een optie tot koop verkreeg. Deze optie werd niet gelicht. Na zijn terugkeer besloot Napoli hem opnieuw te verhuren. Ditmaal nam VfL Wolfsburg hem voor een jaar over, met opnieuw een optie tot koop opgenomen in de deal.

## Clubstatistieken
| Seizoen | Club                | Competitie     | Competitie | Competitie | Beker | Beker | Internationaal | Internationaal | Totaal | Totaal |
| Seizoen | Club                | Competitie     | Wed.       | Dlp.       | Wed.  | Dlp.  | Wed.           | Dlp.           | Wed.   | Dlp.   |
| ------- | ------------------- | -------------- | ---------- | ---------- | ----- | ----- | -------------- | -------------- | ------ | ------ |
| 2018/19 | Brøndby IF          | Superligaen    | 0          | 0          | 1     | 0     | —              | —              | 1      | 0      |
| 2019/20 | Brøndby IF          | Superligaen    | 28         | 3          | 0     | 0     | 4              | 2              | 32     | 5      |
| 2020/21 | Brøndby IF          | Superligaen    | 29         | 10         | 1     | 0     | —              | —              | 30     | 10     |
| 2021/22 | Eintracht Frankfurt | Bundesliga     | 29         | 5          | 1     | 0     | 9              | 0              | 39     | 5      |
| 2022/23 | Eintracht Frankfurt | Bundesliga     | 27         | 7          | 3     | 1     | 8              | 1              | 38     | 9      |
| 2023/24 | Eintracht Frankfurt | Bundesliga     | 1          | 0          | 1     | 0     | 1              | 0              | 3      | 0      |
| 2023/24 | Napoli              | Serie A        | 22         | 0          | 3     | 0     | 4              | 0              | 29     | 0      |
| 2024/25 | → Everton           | Premier League | 25         | 0          | 4     | 0     | —              | —              | 29     | 0      |
| 2025/26 | → VfL Wolfsburg     | Bundesliga     | 0          | 0          | 0     | 0     | —              | —              | 0      | 0      |
| Totaal  | Totaal              | Totaal         | 161        | 25         | 14    | 1     | 26             | 3              | 201    | 29     |

Bijgewerkt op 24 juli 2025.

## Interlandcarrière
Lindstrøm maakte zijn debuut in het Deens voetbalelftal op 11 november 2020, toen een vriendschappelijke wedstrijd gespeeld werd tegen Zweden. Door doelpunten van Jonas Wind en Alexander Bah wonnen de Denen het duel met 2–0. Lindstrøm moest van bondscoach Kasper Hjulmand op de reservebank beginnen en hij viel vier minuten voor tijd in voor Lucas Andersen. De andere Deense debutanten dit duel waren Oliver Christensen (Odense BK), Victor Nelsson (FC Kopenhagen), Andreas Maxsø (eveneens Brøndby IF), Jens Jønsson (Cádiz), Oliver Abildgaard (Roebin Kazan), Alexander Bah (SønderjyskE) en Mikkel Damsgaard (Sampdoria). Op 29 maart 2022 maakte hij zijn eerste interlanddoelpunt, tijdens zijn vijfde optreden. Tegen Servië zag hij Joakim Mæhle de score openen en acht minuten na rust scoorde hij ook. Christian Eriksen bepaalde uiteindelijk de uitslag op 3–0.
In november werd Lindstrøm door Hjulmand opgenomen in de selectie van Denemarken voor het WK 2022. Tijdens dit WK werd Denemarken uitgeschakeld in de groepsfase na een gelijkspel tegen Tunesië en nederlagen tegen Frankrijk en Australië. Lindstrøm kwam in alle drie duels in actie. Zijn toenmalige clubgenoten Randal Kolo Muani (Frankrijk), Mario Götze, Kevin Trapp (beiden Duitsland), Daichi Kamada (Japan), Kristijan Jakić (Kroatië) en Djibril Sow (Zwitserland) waren ook actief op het toernooi.
| Interlands van Jesper Lindstrøm voor Denemarken | Interlands van Jesper Lindstrøm voor Denemarken | Interlands van Jesper Lindstrøm voor Denemarken | Interlands van Jesper Lindstrøm voor Denemarken | Interlands van Jesper Lindstrøm voor Denemarken | Interlands van Jesper Lindstrøm voor Denemarken |
| №                                               | Datum                                           | Wedstrijd                                       | Uitslag                                         | Competitie                                      | Goals                                           |
| Als speler bij Brøndby IF                       | Als speler bij Brøndby IF                       | Als speler bij Brøndby IF                       | Als speler bij Brøndby IF                       | Als speler bij Brøndby IF                       | Als speler bij Brøndby IF                       |
| ----------------------------------------------- | ----------------------------------------------- | ----------------------------------------------- | ----------------------------------------------- | ----------------------------------------------- | ----------------------------------------------- |
| 1                                               | 11 november 2020                                | Denemarken – Zweden                             | 2 – 0                                           | Vriendschappelijk                               |                                                 |
| Als speler bij Eintracht Frankfurt              |                                                 |                                                 |                                                 |                                                 |                                                 |
| 2                                               | 1 september 2021                                | Denemarken – Schotland                          | 2 – 0                                           | WK 2022 kwalificatie                            |                                                 |
| 3                                               | 21 november 2021                                | Denemarken – Faeröer                            | 3 – 1                                           | WK 2022 kwalificatie                            |                                                 |
| 4                                               | 26 maart 2022                                   | Nederland – Denemarken                          | 4 – 2                                           | Vriendschappelijk                               |                                                 |
| 5                                               | 29 maart 2022                                   | Denemarken – Servië                             | 3 – 0                                           | Vriendschappelijk                               | 53'                                             |
| 7                                               | 22 november 2022                                | Denemarken – Tunesië                            | 0 – 0                                           | WK 2022                                         |                                                 |
| 8                                               | 26 november 2022                                | Frankrijk – Denemarken                          | 2 – 1                                           | WK 2022                                         |                                                 |
| 9                                               | 30 november 2022                                | Australië – Denemarken                          | 1 – 0                                           | WK 2022                                         |                                                 |
| 10                                              | 16 juni 2023                                    | Denemarken – Noord-Ierland                      | 1 – 0                                           | EK 2024 kwalificatie                            |                                                 |
| Als speler bij Napoli                           |                                                 |                                                 |                                                 |                                                 |                                                 |
| 11                                              | 7 september 2023                                | Denemarken – San Marino                         | 4 – 0                                           | EK 2024 kwalificatie                            |                                                 |
| 12                                              | 10 september 2023                               | Finland – Denemarken                            | 0 – 1                                           | EK 2024 kwalificatie                            |                                                 |
| 13                                              | 14 oktober 2023                                 | Denemarken – Kazachstan                         | 3 – 1                                           | EK 2024 kwalificatie                            |                                                 |
| 14                                              | 17 oktober 2023                                 | San Marino – Denemarken                         | 1 – 2                                           | EK 2024 kwalificatie                            |                                                 |
| 15                                              | 17 november 2023                                | Denemarken – Slovenië                           | 2 – 1                                           | EK 2024 kwalificatie                            |                                                 |
| 16                                              | 20 november 2023                                | Noord-Ierland – Denemarken                      | 2 – 0                                           | EK 2024 kwalificatie                            |                                                 |
| Als speler bij Everton                          |                                                 |                                                 |                                                 |                                                 |                                                 |
| 17                                              | 20 maart 2025                                   | Denemarken – Portugal                           | 1 – 0                                           | Nations League 2024/25                          |                                                 |
| 18                                              | 23 maart 2025                                   | Portugal – Denemarken                           | 5 – 2 n.v.                                      | Nations League 2024/25                          |                                                 |

Bijgewerkt op 24 juli 2025.

## Erelijst
| Competitie          |            |            |            |            |
| Competitie          | Aantal     | Jaren      |            |            |
| Brøndby IF          | Brøndby IF | Brøndby IF | Brøndby IF | Brøndby IF |
| ------------------- | ---------- | ---------- | ---------- | ---------- |
| Superligaen         | 1          | 2020/21    |            |            |
| Eintracht Frankfurt |            |            |            |            |
| UEFA Europa League  | 1          | 2021/22    |            |            |